# Kelvinator (equip ciclista)
L'equip Kelvinator va ser un equip ciclista italià, de ciclisme en ruta que va competir la temporada 1968. Va estar dirigit pels exciclistes Ercole Baldini i Silvano Ciampi.

## Principals resultats
- GP Vaux: Vincent Denson (1968)
- Giro del Belvedere: Lucillo Lievore (1968)

### A les grans voltes
- Giro d'Itàlia
  - 1 participacions (1968)
  - 0 victòries d'etapa:
  - 0 classificació finals:
  - 0 classificacions secundàries:

- Tour de França
  - 0 participacions

- Volta a Espanya
  - 0 participacions